# Jacques Corraze
Cet article possède un paronyme, voir Jacques Corrèze.
Jacques Corraze, né à Casablanca le 10 juin 1927 et mort le 13 août 2022 à Quint-Fonsegrives, est un psychiatre. Il a été professeur des Universités[réf. souhaitée] et directeur[réf. souhaitée] de l'école de psychomotricité de Toulouse.

## Biographie
Il étudie à l'université de la Sorbonne en licence de philosophie, effectue un diplôme d'études supérieures sur « Les rapports de Freud et de Schopenhauer » et réalise une licence de psychologie. Il est également élève à l’école des langues orientales en arabe classique. Agrégé de philosophie (1956), il est docteur d’État (« De l’hystérie aux pathomimies »)[réf. souhaitée],[Quand ?] et docteur en médecine spécialisé en psychiatrie (1971).
Il est professeur de lycée au lycée d’Aumale de Constantine et au lycée Fermat de Toulouse. Il est maître-assistant de psychologie pathologique à la Sorbonne (chaire de D. Lagache), professeur des universités à la faculté des lettres de Nice et directeur de la section de psychologie, puis à l’Université Paul Sabatier de à Toulouse. Il est président de l’UEFR STAPS de l'université Paul Sabatier. Attaché de consultation en dermatologie (Professeur Bazex et Dupré), il exerce la médecine psychosomatique qui fait l’objet d’un article de l’Encyclopedia Universalis. Il est un intervenant régulier au Certificat international d’écologie, à Bordeaux, où il enseigne une psychologie qui s’applique à la diversité des espèces animales et à leur évolution. Avec l’appui du président Louis Lareng, il crée et dirige l’École de psychomotricité de l’université Paul Sabatier. Il exerce la thérapie psychologique en tant que psychothérapeute comportementaliste et cognitiviste. Avec d’autres praticiens et après un séjour au Baylor College of Medicine (Houston), il crée un institut de sexologie.
Il étudie d’abord la culture arabe puis l’homosexualité. Il se présente comme un clinicien pour qui la connaissance théorique fonde une pratique qui à son tour la nourrit. Il importe de posséder les moyens de comprendre le patient d’obtenir sa collaboration et de changer son statut en agent. Il s’ensuit une critique des systèmes arbitraires détachés de l’expérience et la parasitant quand ils prétendent y régner Telle est la psychanalyse jugée comme un délire d’interprétation, une possession spirituelle, ou le behaviorisme jugé primitif et réducteur. Il oppose l’homme neuronal inspiré du réseau téléphonique issu de la neurologie classique à celui de la neuropsychologie.et dont il diffusé la pensée dans son enseignement. Il fait une analyse critique des concepts de schéma corporel et d’image du corps qui ont été dévoyés au service de finalités diverses. Il veut donner à la psychomotricité un statut international en introduisant les troubles psychomoteurs dans le cadre des troubles neuro-développementaux, les libérant de l’emprise psychanalytique ou d’une construction subjective (dialogue tonico-émotionnel). De même, dans son dernier ouvrage il oppose l’homme malade, dont la compréhension et l’évolution sont rendues objectives par la grâce d’une psychologie scientifique (Psychosociologie, théorie des communications verbales et non verbales, système d’influence, éthologie). À l'opposé la maladie comme concept pur et forte de sa haute technicité, achève la ruine de la médecine humaniste, parce que l'humain est exclu de la relation avec le soignant.[pas clair].
Le 14 janvier 2004, il remet le prix Lyssenko du Club de l'horloge à Élisabeth Roudinesco, ce qui participe d'une polémique autour d'un ouvrage de Jacques Bénesteau, Mensonges freudiens, qu'il a préfacé.

## Publications
- Les dimensions de l’homosexualité (1968, Privat)
- Charles Lasègue écrits psychiatriques (présentation de textes) (Privat, 1971
- Schéma corporel et image du corps (traduction et présentation de textes) (1973, Privat)
- De l’hystérie aux pathomimies (1976, Dunod)
- De l'hystérie aux pathomimies. Psychopathologie des simulateurs, 1979, Dunod, 330 pages[5]
- Les maladies mentales (1977, PUF)
- Image spéculaire du corps (traduction et présentation de textes) (1980 Privat)[6]
- Les troubles psychomoteurs de l’enfant (1981, Masson)
- Les thérapeutiques en sexologie (1982, P.UF.)
- L’homosexualité (1° édition 1982 ; 8° édition 2006, P.U.F.)
- Neuropsychologie du mouvement (1992, PUF)
- Psychologie et médecine (1992, PUF)
- L’enfant agité et distrait (en collaboration avec J.M.Albaret) (1996, L’Expansion scientifique)
- Les communications non verbales (2001, PUF)
- Les troubles psychomoteurs (2003, Solal)
- Psychomotricité: un itinéraire (2009, Solal)
- « Interface entre le spectre de l’autisme et la psychomotricité : une perspective historique » in Autisme et psychomotricité (2013, De Boeck, Solal)
- Déclin de la médecine humaniste, Mardaga, 2015, 176 p. (ISBN 9782804702731)